# Карл Тунберґ
Карл Тунберґ (11 березня 1907 — 3 квітня 1992) — американський сценарист і кінопродюсер. Його сценарії фільмів «Високий чорнявий красень» (1941) і «Бен-Гур» (1959) були номіновані на премію «Оскар» за найкращий оригінальний сценарій і найкращий адаптований сценарій відповідно.

## Життя і кар'єра
Народившись у Спокані, штат Вашингтон, Тунберґ до своїх ранніх творів включав деякі оповідання та роман «Поки натовп радіє», опублікований у 1935 році компанією Macaulay. Незабаром талант Карла Тунберґа як оповідача помітили кіностудії, і стали залучати до написання сценаріїв. Починаючи з 1937 року, Карл працював за контрактом як сценарист для кінокорпорації Twentieth Century Fox під керівництвом Дерріла Занука. На початку 1940-х років Карл Тунберґ переніс свою діяльність до Paramount Pictures. На першому етапі своєї кар'єри Тунберг зазвичай співпрацював з іншими письменниками, особливо з Дарреллом Вером, творцем музичних комедій. Зрештою (наприкінці 1940-х, 1950-х і в 1960-х роках) Тунберґ частіше працював сам. Його першим повнометражним фільмом був You can't Have Everything (1937), після якого він створив сценарії для кількох комедій і мюзиклів за участю таких зірок, як Бетті Ґрейбл, Соня Гені, Діанна Дурбін, Дороті Ламур і Ширлі Темпл. Серед його робіт: My Gal Sal (1942), Standing Room Only (1944), Kitty (1945) обидва з Полетт Ґоддард, Тому що ти мій (1952), Valley of the Kings (1954), Beau Brummell (1954), Сьомий гріх (1957), Count Your Blessings (1958), Наклеп (1959).
Найбільш відомим його фільмом вважається «Бен Гур» (1959). Як зазначається в багатьох сучасних джерелах, окрім Тунберґа, який написав перший сценарій для проекту більш ніж за п’ять років до початку основних зйомок, Крістофер Фрай і Ґор Відал брали участь у сценарії під час зйомок. Максвелл Андерсон і С. Н. Берман також згадуються як автори-автори у пам’ятному буклеті фільму. Останній сценарій фільму викликав суперечки, коли в жовтні 1959 року Ґільдія сценаристів Америки (WGA) присудила Тунберґу нагороду як нібито єдиному сценаристові, незважаючи на заперечення режисера фільму Вільяма Вайлера, який у пам'ятному буклеті фільму та в інших місцях стверджував що Крістофер Фрай мав більшу вагу щодо остаточної редакції сценарію, ніж усі інші. У відповідь на публічні обурення Вайлера проти їхнього рішення WGA 20 листопада 1959 року оприлюднила рекламні оголошення, в яких, зокрема, було написано: «Одностайним рішенням трьох суддів було визнано єдиним сценаристом Карла Тунберґа... Запис показує наступне: 1. Карл Тунберґ є єдиним сценаристом, який коли-небудь написав повний сценарій фільму «Бен-Гур»; 2. Карл Тунберґ продовжував публікувати матеріали протягом фактичних зйомок, і цей матеріал включено в нього; 3. Карл Тунберґ сам зробив необхідні зміни до сценарію та додав сцени. Пан Крістофер Фрай особисто був цілком поінформований про обговорення, що відбувалися в Ґільдії і цілком явно не мав наміру опротестосувати остаточне рішення Ґільдії».
Карл Тунберґ час від часу виступав як продюсер і як сценарист – як у випадку з «Неідеальною леді» (1947) і «Будь ласка» (1958). У 1960-х Тунберґ також написав сценарії для двох великих постановок MGM, I Thank a Fool (1962) і Where Were You When the Lights Went Out? (1967). Тунберґа було номіновано на дві премії Оскар.
На початку 1970-х років Карл Тунберґ почав писати сегменти для телевізійних серіалів, але він говорив родині та друзям, що його улюбленим засобом вираження завжди був широкоекранний фільм.
Тунберґ помер у Лондоні в квітні 1992 року і був кремований у крематорії Ґолдерс-Ґрін.

## Вибрана фільмографія
- Верф Саллі (1939)
- Публічна дискусія № 1 (1940)
- Бен-Гур (1959)
- Я дякую дурню (1962)

## Зовнішні посилання
- Веб-сайт: Сценарист Карл Оуен Тунберґ
- Карл Тунберґ на сайті IMDb (англ.)